# Aljona Sergejewna Tarassowa
Aljona Sergejewna Tarassowa (russisch Алёна Сергеевна Тарасова; englische Schreibweise Alena Tarasova; * 7. Dezember 1994) ist eine ehemalige russische Tennisspielerin.

## Karriere
Tarassowa spielte vor allem bei Turnieren der ITF Women’s World Tennis Tour, wo sie zwei Titel im Einzel und neun im Doppel gewinnen konnte.

## Turniersiege

### Einzel
| Nr. | Datum             | Turnier  | Kategorie   | Belag             | Finalgegnerin   | Ergebnis  |
| --- | ----------------- | -------- | ----------- | ----------------- | --------------- | --------- |
| 1.  | 8. Juni 2014      | Kasan    | ITF $10.000 | Sand              | Polina Monowa   | 6:1, 7:63 |
| 2.  | 22. November 2015 | Helsinki | ITF $10.000 | Hartplatz (Halle) | Caroline Werner | 6:3, 6:3  |

### Doppel
| Nr. | Datum              | Turnier  | Kategorie   | Belag             | Partnerin           | Finalgegnerinnen                       | Ergebnis         |
| --- | ------------------ | -------- | ----------- | ----------------- | ------------------- | -------------------------------------- | ---------------- |
| 1.  | 23. Februar 2013   | Shymkent | ITF $10.000 | Hartplatz (Halle) | Diana Boholij       | Kamila Kerimbajewa Sabina Sharipova    | 6:4, 1:6, [10:4] |
| 2.  | 13. September 2013 | Lleida   | ITF $10.000 | Sand              | Adrijana Lekaj      | Tatiana Bua Lucia Cervera-Vazquez      | 6:3, 6:4         |
| 3.  | November 2013      | Astana   | ITF $10.000 | Hartplatz (Halle) | Polina Monowa       | Albina Xabibulina Xenija Palkina       | 4:6, 6:1, [10:6] |
| 4.  | 29. August 2014    | Kasan    | ITF $10.000 | Hartplatz         | Natela Dsalamidse   | Xenija Bekker Anastassija Frolowa      | 6:1, 6:1         |
| 5.  | 1. August 2015     | Astana   | ITF $25.000 | Hartplatz         | Natela Dsalamidse   | Başak Eraydın Xenija Palkina           | 6:0, 6:1         |
| 6.  | 11. September 2015 | Batumi   | ITF $25.000 | Hartplatz         | Natela Dsalamidse   | Angelina Gabujewa Jelisaweta Jantschuk | 5:7, 6:1, [10:7] |
| 7.  | 6. Mai 2016        | Chimki   | ITF $10.000 | Hartplatz (Halle) | Olga Doroschina     | Polina Monowa Jana Sisikowa            | 6:2, 6:4         |
| 8.  | 11. März 2017      | Antalya  | ITF $15.000 | Sand              | Anastassija Frolowa | Barbora Miklová Karolína Muchová       | 7:5, 6:1         |
| 9.  | 18. März 2017      | Antalya  | ITF $15.000 | Sand              | Anastassija Frolowa | Dia Ewtimowa Jasmina Tinjić            | 7:5, 6:1         |